# میکی منتل
 میکی منتل (انگلیسی: Mickey Mantle؛ ۲۰ اکتبر ۱۹۳۱ – ۱۳ اوت ۱۹۹۵) یک بازیکن بیس‌بال اهل ایالات متحده آمریکا بود با نام مستعار "دنباله دار تجارت" و "میک بازیکن بیسبال حرفه ای آمریکایی بود. مانتل تمام دوران حرفه ای خود در لیگ برتر بیسبال (MLB) (1951-1968) را با نیویورک یانکیز به عنوان بازیکن میانی، فیلد راست، و اولین بازیکن پایه بازی کرد. مانتل یکی از بهترین بازیکنان و اسلاگرها بود و بسیاری او را بزرگترین ضربه زننده سوئیچ در تاریخ بیسبال می دانند.[2] مانتل در سال 1974 وارد تالار مشاهیر بیسبال شد  و در سال 1999 به عضویت تیم لیگ برتر بیسبال AllCentury انتخاب شد.